# Neurotrixa marinonii
Neurotrixa marinonii är en tvåvingeart som beskrevs av Costacurta 2005. Neurotrixa marinonii ingår i släktet Neurotrixa och familjen husflugor. Inga underarter finns listade i Catalogue of Life.